# یرسینیا سودوتوبرکلوزیس
یرسینیا سودوتوبرکلوزیس، یا باسیل شبه‌سل، باسیل گرم منفی عامل بیماری شبه‌سل (سودوتوبرکلوز) در حیوانات است. انسان نیز می‌تواند گاهی اوقات از طریق گوارشی آلوده شود.

## بیماریزایی
در حیوانات، بیماری علائمی شبیه سل (توبرکلوز) ایجاد می‌کند مانند نکروزهای بافتی، گرانولوما در کبد، طحال و غدد لنفاوی. با این وجود، علائم بیماری در انسان شبیه علائم یرسینیا انتروکولیتیکا است که خود را به شکل تب و درد سمت راست شکم نمایان می‌سازد. با این تفاوت که در عفونت یرسینیا سودوتوبرکلوزیس، اسهال وجود ندارد. بنابراین تشخیص عفونت یرسینیا سودوتوبرکلوزیس از یرسینیا انتروکولیتیکا در انسان بسیار دشوار است. علائم عفونت باکتری در کودکان و جوانان شبیه آپاندیسیت است.
علت این امر، درگیری غدد لنفاوی روده‌ای (لنفادنیت مزانتریک) است. در موارد نادر ممکن است ضایعات پوستی (اریتما نودوزوم) و نشانگان رایتر و حتی گسترش باکتری به خون (عفونت خونی) ایجاد شود.
بیماری ۵ تا ۱۰ روز پس از بلعیده شدن باکتری (از راه گوارش) شروع می‌شود و پس از ۱ تا ۳ هفته (بدون درمان) فروکش می‌نماید. در برخی از موارد مانند بیماران دچار سرکوب دستگاه ایمنی ممکن است نیاز به درمان با آنتی بیوتیکهایی مانند آمپی‌سیلین، آمینوگلوکوزیدها، تتراسایکیلین، کلرامفنیکل و سفالوسپورین‌ها باشد.
نشانگان تب ایزومی که به تازگی توصیف شده‌است مرتبط با یرسینیا سودوتوبرکلوزیس است.

## فاکتورهای بیماریزایی
باکتری برای اتصال، تهاجم و کلونیزاسیون میزبان دارای فاکتورهای بیماریزایی بسیاری است. سوپرآنتی ژن ها، ادهسین‌ها و پروتئین‌های Yop که توسط پلاسمید pYV کد می‌شوند، از مهمترین فاکتورهای بیماریزایی هستند.

## پلاسمید pYV
پلاسمید مهمی در جنس یرسینیا است. اندازه پلاسمید 70 کیلوباز است. ژن‌های کدکننده بسیاری از فاکتورهای بیماریزایی بر روی این پلاسمید قرار گرفته‌است. از دست رفتن یا فقدان پلاسمید منجر به غیربیماریزا شدن باکتری خواهد شد. یک منطقه هسته‌ای به اندازه 26 کیلوباز در این پلاسمید شامل ژن‌های ysc است. ژن‌های ysc، بیان و ترشح پروتیئن‌های Yop را تنظیم می‌کنند. بسیاری از پروتئین‌های Ysc در تشکیل سیستم ترشحی تیپ III نقش دارند. این سیستم منجر به تزریق پروتئین‌های Yop به داخل سیتوپلاسم سلول میزبان می‌شود.

## پروتئین‌های افکتور Yop
این پروتئین‌ها به‌طور مستقیم بر سلول میزبان تأثیر می گذارند. آن‌ها اثرات سیتوپاتیک بر سلول‌ها دارند. پروتئین‌های Yop توسط ژن‌های خارج از منطقه هسته‌ای پلاسمید pYV کد می‌شوند به استثنای پروتئین LcrV که هم نقش افکتوری دارد و هم نقش تنظیمی را بازی می‌کند. پروتئین‌های Yop موجب مقاومت باکتری نسبت به بلعیده شدن توسط سیستم ایمنی و سلول‌های روده‌ای و فرار باکتری‌ها از ماکروفاژها و نوتروفیل ها می‌شود. پروتئین‌های Yop و سایر افکتورها دارای نقش‌های گوناگونی هستند که به اختصار به آن‌ها اشاره می کنیم : LcrV، کموتاکسی نوتروفیل ها و تولید سیتوکین ها را مهار می‌کند. YopQ در فرایند انتقال پروتیئن‌های Yop نقش دارد بطوری‌که موجب قرارگیری YopB و YopD در غشای سلول‌های یوکاریوتی برای تشکیل سوراخ می‌شود. پروتئین‌هایی مانند YopE ، YopT و YpkA موجب مقاومت به اندوسیتوز توسط سلول‌های روده‌ای و فاگوسیتوز توسط سلول‌های ایمنی می‌شوند درحالیکه تغییرات سیتوتوکسیک در سلول میزبان ایجاد می نمایند. YopH اثرات ضد ایمنی و ضد فاگوسیتی دارد. YopJ با تداخل در فعالیت MAP کینازها موجب آپوپتوز در ماکروفاژها می‌شود. همچنین موجب مهار آزادسازی TNF-αاز بسیاری از سلول‌ها می‌شود که موجب سرکوب التهاب و پاسخ‌های ایمنی می‌شود. پروتئین YadA، نقش‌های خود را مانند فعالیت‌های ادهسینی (چسبندگی)، ضد اپسونیزاسیون، ضد فاگوسیتی و مقاومت در برابر انفجار تنفسی در یرسینیا سودوتوبرکلوزیس از دست داده است. این امر به دلیل موتاسیون تغییر قالب به علت حذف یک جفت باز در ژن yadA اتفاق افتاده است. پروتئین YadA، فعالیت خود را در یرسینیا انتروکولیتیکا حفظ کرده‌است.

## ادهسین‌ها
ادهسین‌ها موجب اتصال محکم باکتری به سلول‌های روده‌ای می‌شوند. آن‌ها توسط کروموزوم باکتری کد می‌شوند. پروتئین Ail در گونه‌های جنس یرسینیا، در اتصال و تهاجم باکتری نقش دارد. برای افزایش ویژگی اتصال، باکتری از پروتئین فیبریلی pH6 برای هدف قرار دادن سلول‌های روده‌ای استفاده می‌کند.

## سوپرآنتی ژن‌ها
مهمترین سوپرآنتی ژن، پروتئین YPM است که موجب تکثیر لنفوسیت‌های T از طریق اتصال به آن‌ها می‌شود. این امر موجب تولید مقدار زیادی سیتوکین‌های التهابی توسط میزبان خواهد شد. سویه‌های تولیدکننده این پروتئین در کشورهای غربی نادر هستند اما 95درصد سویه‌های جدا شده از کشورهای خاور دور، این پروتئین را تولید می‌کنند. سویه‌های اخیر با نشانگان تب ایزومی و نشانگان کاوازاکی مرتبط هستند. وزن پروتئین، 14 کیلودالتون است و از نظر ساختاری به هیچ سوپرآنتی ژن دیگری شباهت ندارد اما خیلی شبیه فاکتور نکروز توموری و پروتئین‌های کپسیدی ویروسی است.